# Sophia Turkiewicz
Sophia Turkiewicz (ur. 1946 w Rodezji) – australijska reżyserka i filmowa, pochodzenia polsko-włoskiego. Absolwentka Australian Film Television and Radio School (AFTRS) w Sydney.

## Filmografia
- Letters from Poland (1978)
- Silver City (1984)
- I've Come About the Suicide (1987)
- The New Adventures of Black Beauty (serial telewizyjny, 1992)
- A Country Practice (serial telewizyjny, 1994)
- Mirror, Mirror (serial telewizyjny, 1995)
- Something in the Air (serial telewizyjny, 2001)
- Escape of the Artful Dodger (serial telewizyjny, 2001)
- Once My Mother (2013). Nominowana w 2015 do nagrody Betty Roland Prize za scenariusz, New South Wales Premier's Literary Awards.[1]